# Hiriko

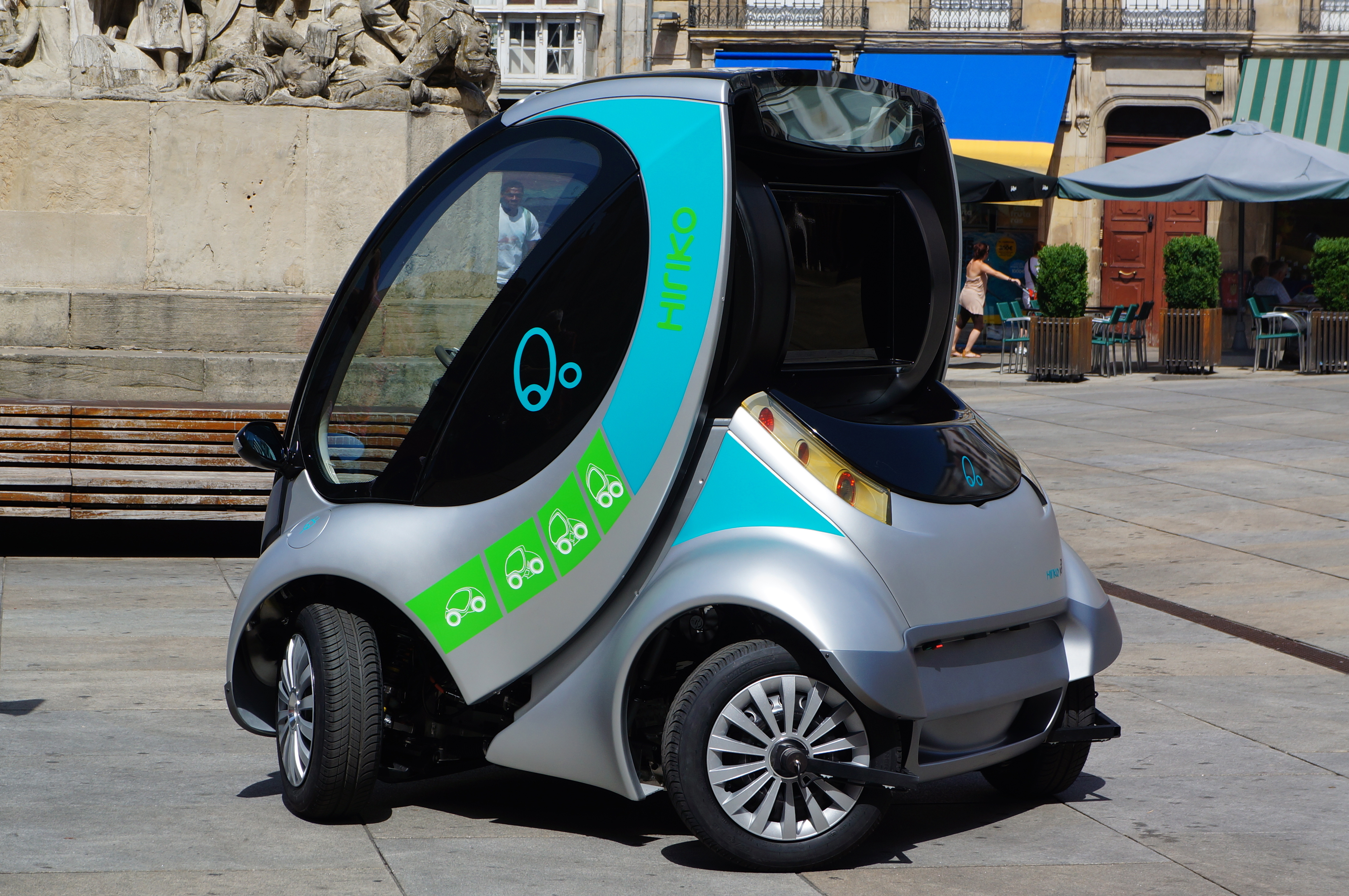
Modelo de preproducción Hiriko Fold en Vitoria.

El Hiriko estaba previsto que fuera un vehículo eléctrico de batería, plegable, diseñado para uso en áreas urbanas, con una autonomía de 120 km. Inicialmente, en enero de 2012, se encontraba en pleno periodo de desarrollo en el Parque Tecnológico de Miñano, pequeña localidad de Álava, País Vasco, España, dentro de un proyecto denominado «Hiriko Driving Movility».
El nombre del vehículo y del proyecto —hiriko— proviene del Euskera y significa urbano. El Hiriko es la aplicación comercial del proyecto CityCar desarrollado por el MIT Media Lab desde 2003. Del mismo vehículo se desarrollan tres versiones: El modelo básico Fold, el convertible Alai y el micro camión Laga. En julio de 2012, se inició en Vitoria una prueba de fabricación de 20 unidades a modo de prototipo, y se espera iniciar las ventas en 2013. En mayo de 2013 el consorcio Hiriko anunció que el proyecto estaba en peligro por falta de financiación para continuar con la fase de producción comercial.

## Proyecto Hiriko
El Proyecto Hiriko Driving Mobility era una iniciativa promovida por la Asociación para el Fomento y Promoción de Actividades Industriales y Deportivas de Alava, el Centro vasco para la Innovación, Emprendizaje y Desarrollo de Nuevos Negocios, con la colaboración de EPIC Racing y del equipo "Smart Cities" del MIT. 
Este proyecto empresarial tenía como objetivo transformar el concepto inicial de CityCar del MIT mediante un proceso industrial, consistente en el desarrollo del prototipo inicial y su posterior industrialización, producción y distribución. 
Este proyecto, no solo incluía los aspectos inherentes al vehículo en sí, sino que también se encargaba del desarrollo y creación de todas las infraestructuras, aparcamientos y sistemas de gestión necesarios.
El prototipo de producción del modelo Hiriko fue presentado formalmente en enero de 2012 por el Presidente de la Comisión Europea José Manuel Durão Barroso en Bruselas.

## Orígenes del Proyecto
La idea original de este prototipo proviene de un proyecto anterior, el CityCar, que comenzó a desarrollar el equipo "Smart Cites" del MIT (Massachusetts Institute of Technology) hace seis años, bajo los auspicios del Profesor William J. Mitchell. De este proyecto surgieron importantes ideas como la de crear un vehículo eléctrico, un sistema de tarificación variable para garantizar la reubicación de los coches después de utilizarlos en las zonas de aparcamiento en la ciudad, y la de que el coche se pliegue a la hora de aparcar para ocupar el mínimo espacio posible. 
El proyecto nació de la mano de un grupo de empresarios alaveses, que decidieron desarrollar un nuevo vehículo urbano basado en la sostenibilidad. Esta iniciativa les llevó a ponerse en contacto con Mitchell y su equipo, con los que alcanzaron un acuerdo de colaboración. Este acuerdo comprendía el desarrollo a nivel de ingeniería e industrial del prototipo del Hiriko, así como la posterior producción, comercialización y distribución de esta solución para la movilidad urbana.
Tras este acuerdo se formó el consorcio empresarial, del mismo nombre que el proyecto, Hiriko Driving Mobility, y se puso en marcha.

## Fabricación
La producción del vehículo se basaría en un sistema modular que no requeriría cadena de montaje. Los distintos fabricantes realizarían su módulo correspondiente (ruedas y motores, chasis y carrocería, interiores y resto de elementos) que se ensamblarían con los demás módulos en los centros de distribución repartidos por el mundo y debidamente autorizados.
Prácticamente todos los elementos del Hiriko estarían fabricados por industrias vascas.
A estas se les unen Ingeteam, que se encarga de los sistemas de recarga de baterías e Ingeinnova, responsable del diseño de las plantas del ensamblaje del vehículo.

## Características del vehículo

### Dimensiones
El primer vehículo previsto era un biplaza, con un maletero de unos 300 litros que se denomina Hiriko Fold. Sus dimensiones son de 2,63 m x 1,75 m x 1,54 m cuando está desplegado pero, al plegarlo, se acorta 0,63 m, llegando su altura a los 2 m. Está previsto desarrollar otras dos versiones del Hiriko: El convertible Alai y el micro camión Laga.

### Autonomía y Velocidad Punta
La velocidad estaría autolimitada en función de las carreteras por donde circula. En la ciudad está limitada a 40 o 50 kilómetros por hora en función de los límites de la propia ciudad. Esto se debe a que el coche detecta dónde se encuentra y conoce la velocidad máxima a la que puede circular.
La autonomía prevista era de 120 kilómetros, con un tiempo de recarga de baterías de 30 minutos.

## Plan de Distribución y Comercialización

### Precio
El coche tenía previsto salir a la venta en 2013 por 12 500 euros.

#### Fase de Prototipos
A partir del verano de 2012, se finalizará el ensamblaje de los primeros 20 prototipos del vehículo, cuyas piezas serán fabricadas y distribuidas por el Afypaida y ensambladas por esta última.

#### Primera Fase
Una prueba de fabricación de 20 modelos de preproducción inició en Vitoria en julio de 2012. Las piezas del vehículo durante esa fase se producirían en la planta principal en el País Vasco y se llevarían a Vitoria para su ensamblaje. Se planeaba realizar otras pruebas en Bilbao y otras ciudades europeas antes de la comercialización.

#### Segunda Fase
Al año siguiente, 2013, estaba programado el inicio de la creación de franquicias europeas, principalmente en Alemania, Países Bajos y Reino Unido. La fabricación de las piezas para los vehículos seguirían estando a cargo de la planta principal en el País Vasco y, posteriormente, se distribuirán por el norte de Europa para su ensamblaje.
En mayo de 2013 el consorcio Hiriko anuncició que el proyecto está en peligro por falta de financiación. Para la fase de investigación y desarrollo, el consorcio recibió 15 millones de euros del Ministerio de Industria y 2 millones de euros del Gobierno Vasco. La consejera de Desarrollo Económico y Competitividad del Gobierno vasco explicó que el apoyo financiero fue para la fase de investigación, la cual ha sido un éxito y los objetivos en esta materia se han cumplido. Ella también indicó que a partir de ahora, el consorcio debe buscar recursos de la iniciativa privada para lograr la homologación industrial del vehículo. Una vez lograda dicha homologación, el gobierno autonómico estará dispuesto a seguir participando en el proyecto mediante fondos de capital riesgo. A pesar de las dificultades financieras, el Hiriko ya fue inscrito en junio de 2013 en el registro nacional de propiedad intelectual de Brasil.

#### Tercera Fase
Desde el año 2014 en adelante, el plan era la creación de franquicias por todo el mundo comenzando por plantas de ensamblaje en Estados Unidos, Australia y Brasil. La fabricación de piezas se realizaría en plantas ubicadas en todo el mundo para cubrir la demanda. 

## Desenlace del Proyecto
El proyecto fue cancelado en el año 2012, con sucesivas demandas entre las empresas que participaban en él.